# Министерство сельскохозяйственного джихада Ирана
Министерство сельскохозяйственного джихада Исламской Республики Иран (перс. وزارت جهاد کشاورزی جمهوری اسلامی ایران‎) — государственный орган исполнительной власти Исламской Республики Иран, осуществляющий функции по выработке государственной политики и нормативно-правовому регулированию в сфере сельского хозяйства.

## История
Министерство сельскохозяйственного джихада Исламской Республики Иран ведёт свою историю от Главного управления земледелия и торговли, созданного в 1890 году указом Музаффар ад-Дин Шаха Каджара. В 1930 году было преобразовано в Министерство земледелия и торговли.
В 1941 году Министерство земледелия и торговли было реорганизовано и разделено на два ведомства – Министерство сельского хозяйства и Министерство торговли.
В 1967 году на базе Министерства сельского хозяйства создано четыре ведомства – Министерство сельского хозяйства, Министерство земельных реформ, Министерство природных ресурсов и Министерство сельскохозяйственного производства.
В 1971 году министерства сельского хозяйства и природных ресурсов объединись в Министерство сельского хозяйства и природных ресурсов.
В 1977 году Министерство сельского хозяйства и природных ресурсов и Министерство сельской кооперации объединились в Министерство сельского хозяйства и развития сельских районов.
В 1979 году по инициативе имама Хомейни была создана Организация созидательного джихада, преобразованная в 1983 году в Министерство созидательного джихада Исламской Республики Иран.
26 декабря 2000 года Министерство сельского хозяйства и развития сельских районов и Министерство созидательного джихада объединились в Министерство сельскохозяйственного джихада Исламской Республики Иран.

## Руководство
Министерство сельскохозяйственного джихада возглавляет министр сельскохозяйственного джихада, назначаемый на должность Меджлисом по представлению Президента Ирана.
С 15 августа 2013 года пост занимает Махмуд Ходжжати.

## Функции Министерства
Министерство осуществляет функции по выработке государственной политики и нормативно-правовому регулированию в таких областях сельского хозяйства, как:
- Планирование и мониторинг;
- Организация и осуществление научных исследований в области сельскохозяйственного развития;
- Использование земельных и водных ресурсов и водопользования;
- Инфраструктура сельского хозяйства и развития сельских районов;
- Животноводство и рыбоводство;
- Государственная поддержка сельского хозяйства;
- Торговля в сельском хозяйстве

## Структура Министерства
В состав Министерства входят: 
- Департамент водных и земельных ресурсов
- Департамент земледелия
- Департамент скотоводства
- Департамент садоводства
- Департамент планирования и экономических вопросов
- Департамент развития человеческих ресурсов
- Департамент сельского развития
- Департамент землепользования

## Подведомственные организации
Министерству подчиняются организации: 
1. Земельная организация
2. Организация сельскохозяйственных исследований и образования
3. Организация лесов и пастбищ
4. Чайная организация
5. Организация по защите растений
6. Ветеринарная организация
7. Организация по делам кочевых племён
8. Фуражная компания
9. Инженерная компания
10. Рыболовные компании

В ведении министерства также находится Центральная организация кооперативного движения на селе.